# アフガニスタン・イスラム首長国
アフガニスタン・イスラム首長国（アフガニスタン・イスラムしゅちょうこく、パシュトー語: د افغانستان اسلامي امارت、英語: Islamic Emirate of Afghanistan）は、アフガニスタンを統治するイスラム原理主義勢力ターリバーンが採用した国号。日本語の報道機関ではタリバン政権と呼称するのが一般的で、外務省はタリバーンと表記している。1996年9月にターリバーンが首都カーブルを含む国土の8割を支配領域とし、ターリバーンによる政権が成立したが、2001年12月にアメリカ軍（米軍）による攻撃を受け一度消滅し、その後ターリバーンはこの国号の下でアフガニスタン・イスラム共和国政府と駐留する米軍、国際治安支援部隊（ISAF）への武装抵抗活動を続けた（アフガニスタン紛争 (2001年-2021年)）。
米軍撤退を受けた2021年ターリバーン攻勢により再びカーブルを占領、政権を奪還した。本項では、1996年から2001年まで存在した第一次ターリバーン政権と、2021年に再度発足した第二次ターリバーン政権について述べる。

## 第1次ターリバーン政権
アフガニスタン・イスラム首長国
د افغانستان اسلامي امارت

国の標語: لا إله إلا الله محمد رسول الله
(lā ilāhā illā-llāhu; muhammadu rasūlu-llāhi)
（アラビア語:アッラーの他に神はなし、ムハンマドはアッラーの使徒なり）国歌: دا د باتورانو کور(事実上)
Dā də bātorāno kor
英訳:This is the Home of the Brave

1996年から2001年の旧ターリバーン政権は、一部の外国から承認された国家として存在し、パキスタン、サウジアラビア、アラブ首長国連邦によってのみ承認された 。それは、イスラム法学派のハナフィー学派とグループの創設者であるムハンマド・オマルの宗教的命令に従って、イスラム法（シャリーア）のデーオバンド派の解釈によって支配されたイスラム国家として運営されていた。 自由民主主義、世俗主義、そして西側諸国、特にアメリカ合衆国（米国）とイスラエルへの反対が強く促進された。この時期、シーア派など非スンナ派イスラム教徒と異教徒（キリスト教徒、ヒンドゥー教徒、仏教徒、シク教徒）は、広範な宗教的差別や文化的虐殺、その他の形態の迫害に直面した。ターリバーンはまた、1500年前のバーミヤーンの仏像など、数多くの記念碑や歴史的遺物を破壊した。

### 第1次政権の歴史

#### 初期の歴史と民族紛争
ターリバーンとその支配は、ソビエト連邦によるアフガニスタン侵攻後の混乱から生じた。それは、アフガニスタン南部のマドラサ（神学校）の学生で構成されたイスラム教とパシュトゥーン人の政治宗教運動として始まりだった。 ターリバーンは、部族の掟（パシュトゥーンワーリー）とイスラム教サラフィー主義の要素を融合させて、それが支配した西洋や現代のイスラムに反対するイデオロギーを形成した。 近隣のパキスタン及びサウジアラビア、アラブ首長国連邦からの支援を受け始めた。
ターリバーンは、アフガニスタンの他の民族コミュニティの多くを外国人と見なしていた。パシュトゥーン人はアフガニスタンで最大の民族グループであり、ターリバーン運動の大部分を占めていた。ターリバーンが南部と南東部の拠点から拡大するにつれて、彼らはより多くの抵抗に遭遇した。 パシュトゥーンワーリーに組み込まれた彼らが掲げるデオバンド派イスラム教は、アフガニスタンの他の民族グループによって外国人と見なされていた。マザーリシャリーフの戦いは、この民族的緊張を示した。

#### 政権の樹立
ターリバーンはカンダハールから広がり、1996年に最終的にカーブルを占領した。2000年末までに、タリバーンは、主にバダフシャーン州の北東隅にある反対勢力（北部同盟）の拠点を除いて、国の90％を支配した。 ターリバーンの直接の支配下にある地域は、主にアフガニスタンの主要都市と高速道路だった。部族のカーンと軍閥は、事実上、様々な小さな町、村、および農村地域を直接支配していた。ターリバーンは、アフガニスタン全土に、法と秩序を確立し、イスラムのシャリーア法の厳格な解釈を、ムッラーであるムハンマド・オマルの宗教的勅令とともに課そうとした。
イスラム首長国の5年間の歴史の中で、ターリバーン政権はハナフィー学派のイスラム法学とムッラー・オマルの宗教的勅令に従ってシャリーアを解釈した。タリバンは、ハラールに当てはまらない豚肉とアルコール、音楽、テレビ、映画などの多くの種類の消費者向け技術、および絵画や写真などのほとんどの芸術形態を禁止した。男性と女性の参加スポーツではサッカーやチェスを含む。凧揚げ、鳩や他のペットの飼育などの娯楽活動も禁止されており、ターリバーンの判決に従って鳥は殺された。映画館は閉鎖され、モスクとして再利用された。西洋と、アフガニスタンの西隣にあるイランの新年のお祝いは禁じられていた。ターリバーンが偶像崇拝の一形態と見なした写真を撮ったり、写真や肖像画を表示したりすることは禁じられていた。女性は働くこと、学校や大学に通うことを禁じられ、パルダを観察し、男性の親戚が家の外に同行するように求められた。これらの制限に違反した者は罰せられた。男性は髭を剃ることを禁じられており、ターリバーンの好みに応じて髭を成長させて長く保つこと、そして家の外でターバンを着用することを要求された。共産主義者は体系的に処刑された。礼拝は強制され、アザーンの後に宗教的義務を尊重しなかった人々は逮捕された。ギャンブルは禁止され、泥棒は手や足を切断することで罰せられた。 2000年、ターリバーンの指導者オマルはアフガニスタンでのアヘン栽培と麻薬密売を公式に禁止した。ターリバーンは、2001年までにアヘン生産の大部分（99％）をほぼ根絶することに成功した。アフガニスタンのターリバーン統治の下で、麻薬使用者とディーラーの両方が厳しく起訴された。アフガニスタンの様々な州で伝統的に行われている少年愛の性的奴隷制と小児性愛の一種であるバッチャ・バーズィーの慣習も、ターリバーン政権の6年間の統治下で禁じられていた。
閣僚と副大臣はマドラサ教育を持ったムッラーであった。保健大臣や州知事などの数人は、主に軍の司令官であり、必要に応じて戦うために行政のポストを離れる準備ができていた。彼らを列の後ろに閉じ込めたり、彼らの死に導いた軍の逆転は、国家政権の混乱を増大させた。 全国レベルでは、タジク人、ウズベク人、ハザーラ人の上級官僚」は、資質があるかどうかにかかわらず、全てパシュトゥーン人に置き換えられた。その結果、省庁は概して機能を停止した。
ラシッドはターリバーン政府を「カンダハリスによって運営されている秘密結社...神秘的で秘密主義的で独裁的」であると説明した。 彼らのスポークスマンが説明したように、彼らは選挙を行わなかった。

#### 政権の崩壊
ターリバーンは最盛期にアフガニスタンの約90％を支配したが、残った北東部は旧政権の北部同盟に支配されており、アフガニスタン政府としての国際連合の代表権を引き続き保持していた。ターリバーンはウサーマ・ビン・ラーディンとアルカーイダ関係者に安全な避難場所を提供し、アメリカ同時多発テロ事件（2001年9月11日）などの主要なテロ攻撃の計画を可能にした。
アメリカ同時多発テロ事件後の米国による「対テロ戦争」の宣言に続いて、ターリバーン政権に対する国際的な非難が高まり、アラブ首長国連邦、サウジアラビア、パキスタンから相次いで外交的承認を取り消された。
2001年の米国主導のアフガニスタン侵攻は、ターリバーンがアルカーイダの指導者及び9.11の首謀者ウサーマ・ビン・ラーディンの引き渡しを要求した米国ジョージ・W・ブッシュ政権の最後通告に従うことを拒否した後に起こった。2001年12月17日のトラボラ戦の終結は、北部同盟によるタリバン政権の効果的な転覆を示した。北部同盟は、2か月前のアメリカの侵攻後に設立された国際治安支援部隊（ISAF）によって大いに強化された。これにより、タリバンは国の大部分を喪失し、北部同盟などによる政権が樹立され、アフガニスタン・イスラム共和国が国号に採用された。
ターリバーンの勢力は、米国主導の対テロ戦争により、増強された北部同盟によって後退を重ね、2001年12月17日に全土を失陥、指導部はいったん国外へ脱出もしくは地方に潜伏した。その後、ターリバーンは反乱軍として活動をつづけ、2001年12月の転覆から2021年8月のカーブル進駐にいたるまで、全ての公式通信において、一貫して「アフガニスタン・イスラム首長国」を自称しつづけた。

### 第1次政権の政治
1996年9月に首都カーブルを掌握すると、首都を脱出した旧政権（アフガニスタン・イスラム国＝北部同盟）に代わる暫定政権を発足させた。当初は、旧政権側との統一した政権ができるまでの暫定的措置として、新たに任じられた各省庁の長も「大臣代行」を称していたが、北部への進撃の過程で「大臣」に改め、1997年10月には最高指導者ムハンマド・オマルの首長即位と、国号の「アフガニスタン・イスラム首長国」への変更を宣言するに至った。
最高指導者のオマルは拠点のカンダハールに留まり、対外的な露出を抑え、「カンダハール・シューラ（指導者会議）」を主導し、首都カーブルの「カーブル・シューラ（統治評議会）」に指令を出す統治形態がとられた。統治評議会は、内閣に相当し、評議会議長（首相）と2名の副議長（副首相）、各省庁の大臣で構成され、ムハンマド・ラッバーニーを議長とする政府を組織した。政府の閣僚・次官、中央銀行総裁などその他の政府機関の高官に就任したタリバーンの幹部は学歴や各分野への見識の深さではなく、オマルへの忠誠や内戦の論功行賞で選ばれた。また省庁の実務を支える官僚についても、パシュトゥーン人を優遇し、旧政権から表彰された役人を解雇し、給与も数か月間も遅配されるなど勤労意欲は下がり、行政機構は空洞化するに至った。

#### 2001年当時の主要な閣僚
元首
- 首長 - ムッラー・ムハンマド・オマル（2013年4月に死亡）

内閣
1996年9月27日発足。2000年3月、8月内閣改造
- 統治評議会議長（首相）：ムハンマド・ラッバーニー（政権崩壊前の2001年4月に病死）
- 統治評議会第一副議長（第一副首相）：ムハンマド・ハサン・アフンド
- 統治評議会第二副議長（第二副首相）：アブドゥル・カビール（議長の死去後、2001年11月の政権崩壊まで議長職を代行）
- 外相：アブドゥル＝ワキール・アフマド・ムタワッキル
- 内相：アブドゥル＝ラザン・アフンド
- 財務相：アブドゥル＝ワサイ・アガジャン・モタセム
- 教育相：アミール・ハーン・ムッタキー
- 国防相：ムッラー・ハッジ・ウバイドゥッラー・アフンド
- 勧善懲悪相：ムハンマド・ワーリ
- 航空・観光相：アフタル・ムハンマド・マンスール（2010年にターリバーンのナンバー2に就任、2015年7月に最高指導者に就任。2016年5月死亡）
- 通信・労働相：アフマドゥッラー・モティ
- 情報・文化相：クトラドゥッラー・ジャマール
- 保健相：ムッラー・ムハンマド・アッバース・アフンド
- 司法相：ヌールッディーン・トゥラービー
- 軽工業相・食糧相：ハムドラ・ザーヒド
- 鉱工業相：ムハンマド・イーサー・アフンド
- 農相・動物管理相：アブドゥル＝ラティーフ・マンスール
- 巡礼寄進相：サイード・ギアスディン・アガー
- 計画相：サドルッディーン・サイード
- 貿易相：アブドゥル・ラッザーク
- 難民相：アブドゥル・ラキブ
- 国境・部族問題相：ジャラールッディーン・ハッカーニー（英語版）
- 兵站相：ヤル・ムハンマド
- 保安相：ムハンマド・ファーズィル
- 高等教育相：カリ・ディーン・ムハンマド

#### その他の役人
- 治安担当内務次官：アブドゥル＝サマード・ハクサル
- 中央軍司令官：ムラー・アブドゥル・ラウフ
- 情報文化次官：アブドゥル＝ラフマーン・ハタック
- 国防次官：アブドゥル・ガニ・バラダル
- 最高裁判所長官：ヌールー・ムハンマド・サキーブ
- アフガニスタン中央銀行総裁：ムッラー・ハッジ・アフマディー
- 駐国際連合使節[21]：アブドゥル＝ハキーム・ムジャーヒド
- 欧州連合代表：ラフマトゥッラー・サフィ
- 駐パキスタン大使：アブドゥル＝サラーム・ザイーフ
- アフガニスタン赤新月社総裁：マウラヴィ・エスマトゥッラー・アセム
- アフガニスタン・オリンピック委員会委員長：マウラヴィ・カラムッディン

### 第1次政権の国際関係

#### 政府承認
ターリバーン政権は当時同国の国土の90％を統治下に置いていたが、それを政府として承認していたのはパキスタン、サウジアラビア、アラブ首長国連邦の3ヶ国のみであった。
なお国連での代表権は北部同盟が維持し続け、ターリバーンはイスラム首長国に代表権を交代するように国連に求めたが認められなかった。また日本国政府も「全土を実効的に支配する政府は存在しない」として両論併記にとどめ、どちらの政権も承認しなかった。

#### 対日関係
日本国政府はターリバーン政権側も北部同盟側も承認せず、1989年から駐カーブルの大使館は閉鎖されたままであったが、国際機関を経由して経済援助は行ってきた。1997年7月には来日したアッバス保健相代行が日本の東京都内で外務省の登誠一郎・中近東アフリカ局長と会見。外務省側は北部同盟との和平促進を促したが、ターリバーン側は難色を示した。アッバス保健相らはNGO団体（国際医療ボランティア）のAMDAの招きにより他にも複数回来日し、1998年には、全ての子どもにワクチンを打ち終わるまで北部同盟との戦闘を停止するとの「ワクチン停戦」に署名している。この「ワクチン停戦」には別の時期に北部同盟側のアブドラ外務次官らも来日して署名している。アッバス保健相は、政権崩壊直前の2001年4月にも来日して、アフガニスタンへの医療支援を訴えている。

### 第1次政権の軍事
1996年にターリバーンがカーブルを支配した後、アフガニスタン軍は解散し、代わりにターリバーンが指揮する独自の軍隊が創設された。ターリバーンは、400台のソビエト製主力戦車（T-54、T-55、T-62）と、200台以上の装甲兵員輸送車を保有していた 。ターリバーンは自分たちの軍隊と指揮官の訓練を始めた。 その中にはパキスタンの軍統合情報局（ISI）によって訓練されたものさえあった。ISIは1990年代、アフガニスタンへの影響力を維持するため、同盟相手としてターリバーンを支援し続けた。軍は少年兵を使用しており、その多くは14歳未満であった 。40万人の現役要員と5万人の予備要員がいた。
なおターリバーン政権下のアフガニスタン軍の兵力は3万人で、内訳は陸軍4個師団と首都カーブルを防衛する1装甲師団とされる。また別説では5万から6万人とする説もあるが、その4割はパキスタンやアラブ諸国などからの外国人部隊だという。指揮系統としては最高指導者のオマルが軍の最高司令官も兼任していた。しかし実際には正規軍と呼ばれる程のまとまりは無く、部族単位で行動しているのが実態であったという。
タリバーン下の空軍は5機のMiG-21MFと10機のSu-22戦闘爆撃機を中心に、6機のMi-8輸送ヘリコプター、5機のMi-35攻撃ヘリコプター、5機のL-39C攻撃機、6機のAn-12輸送機を保有していた。また、民間航空サービスでは、ボーイング727、Tu-154、5機のAn-24、およびDHC-6を保有していた。
これらの航空機は全て、2001年のアフガニスタンでの戦争中に米軍によって破壊された。MIG-21のほとんどはアフガニスタンの廃品置き場で終わりを迎えた。

## 第2次ターリバーン政権

第二次ターリバーン政権の旗とみられるもの（詳しくは「アフガニスタンの国旗」を参照）

2019年8月、米国トランプ政権はターリバーンとの間で和平協議を行い、2020年8月、2021年5月を期してアフガニスタンより米軍を全面撤収させることに合意した。2021年1月に発足した米国バイデン政権は、米軍の完全撤退の期限を同年8月末と発表。ターリバーンは2021年5月より攻勢を開始し、同年8月15日、ターリバーンはカーブルを陥落させ、パンジシール州を除くアフガニスタン全土を支配下に置いたと宣言した。

### 「国内融和」の宣伝と実際
カーブル制圧翌日の2021年8月17日、ターリバーンのムジャーヒド報道官は記者会見を行い、「イスラムの教えの範囲内」で女性の就労や教育、それにメディアの活動などを保障する考えをしめした。また「われわれはすべての人を許し、政府軍や外国勢力のために働いていた人たちにも報復はしない。また、いかなる国の脅威にもならない」と述べたが、数々もの前政府軍関係者へのテロ行為が報告されている。
翌8月18日には、民間のテレビ放送「トロ・ニュース」にターリバーンの広報担当者が出演、女性キャスターのインタビューを受けながら、「タリバンは、イスラム教に基づいて女性に権利を与えることに尽力している。女性は、必要とされる保健部門やその他の部門で働くことができる。女性に対する差別はないだろう」と述べた一方で、女性達の権利はごくわずかのみ認められており、多くの女性達が職を追われ、カーブルを中心に女性活動家達による抗議デモが続いている。

### 第1次政権からの変化
文化政策においては、第一次政権期には禁止していた「ブズカシ」を今回は認めており、ターリバーンメンバーがそれに参加するなどの変化もみられる。
医療の面では、第一政権期にはポリオワクチンの接種に反対の立場を取っていたが、WHOやUNICEFによるワクチン接種活動を支援する姿勢に転換した。
第1次政権期に禁止したことで批判を浴びた女子教育は、高等教育についても男女別学などの条件つきながら容認する姿勢を示している。

### 第2次政権の国際関係
2025年時点で、アフガニスタン・イスラム首長国政府は国際連合の代表権を保持していない。2025年7月3日にロシア連邦が世界で初めてターリバーン政権を承認した。
アフガニスタンを実効支配した後、政権承認には至らない外交関係・非公式な関係を結ぶ国は徐々に増え、2024年時点で40程度に達していた。ロシアのほか、カザフスタンやキルギスなどターリバーンに対するテロ組織指定を解除した。
2023年3月3日時点で、下記の11か国において、ターリバーン側が指名した外交官が臨時代理大使級として受け入れられ、アフガニスタン大使館・総領事館の運営を担当するなど実質的にアフガニスタンを代表する政治勢力として扱われている。
2023年9月13日には中華人民共和国が、ターリバーンの復権後に世界で初めて新たな駐アフガニスタン大使を任命し、信任状をタリバーン指導部に奉呈した。他国はターリバーン復権後には、政府承認を前提とせず、信任状の奉呈を必要としない臨時代理大使を駐カーブル大使館に派遣しており、中国政府がアフガニスタン・イスラム首長国を正式に政府承認しない中で、外交関係を有することを前提とした特命全権大使を同政府に派遣することは事実上の承認ともいえる異例の対応といえる。中国は同年12月、ターリバーン政権の駐中国大使を受け入れ、同月5日に記者会見した汪文斌中華人民共和国外交部副報道局長は、ターリバーン政権が国際社会の懸念払拭に努めれば「外交的承認はスムーズに進む」とコメントした。その後、2024年8月にはアラブ首長国連邦がターリバーン政権の大使を受け入れている。
2024年11月のアゼルバイジャンにおけるCOP29に、オブザーバーとしてターリバーン暫定政権の代表団が招待された。
友好的な国家
- パキスタン：2025年5月時点ではパキスタンとの関係は微妙で、ターリバーン政権はインドと関係を強めている[46]。
- 中国
- トルコ
- カタール
- トルクメニスタン[47]
- ウズベキスタン[47]
- ロシア[40]
- イラン[48]
- マレーシア
- カザフスタン
- キルギス
- インド[46]

友好的な組織
- ハマース[49]

敵対的な国家　
- タジキスタン[47]

### 「暫定政権」の発足
ターリバーンは2021年9月7日、「暫定政権」の閣僚31人の名簿を発表した。「暫定」とした理由は、「式典の遅れで権力の空白を生むより、「公的サービスを国民に届けるため、緊急的に閣僚を発表する必要があった」と説明された。
ターリバーンは、閣僚名簿の発表を受けて最高指導者アクンザダ師の声明を発表、「閣僚たちが、イスラムの規範を守るために懸命に働くことを保証する」「ターリバーンは、少数派や恵まれない人たちの権利を守るため、イスラムの教えの範囲で取り組む」と伝えた。

#### 主要なタリバン暫定政権の幹部
- 首相代行：ムッラー・ムハンマド・ハッサン・アフンド（元・第一副首相、創設メンバー）
- 第一副首相代行：ムッラー・アブドゥル・ガニ・バラダル（副指導者、創設メンバー、元・国防副大臣）
- 第二副首相代行：マウラウィー・アブドゥル・サラム・ハナフィー（ウズベク人聖職者、元・教育副大臣）
- 難民大臣代行(2025年-) 、アブドゥル・カビール（元・首相代行・第二副首相、元第三副首相）
- 国防大臣代行：ムッラー・ムハンマド・ヤクーブ（副指導者、ムハンマド・オマルの子）
- 内務大臣代行：シラジュディン・ハッカーニ（副指導者、ジャラールッディーン・ハッカニの子）
- 外務大臣代行：アミール・ハーン・ムッタキー（元・情報文化相・教育相）
- 財務大臣代行：ムラー・ヘダヤトゥッラー・バドリ
- 教育大臣代行：シャイフ・マウラウィー・ヌールラ・ムニル
- 情報・文化大臣代行：ムッラー・ハイルッラー・ハイルハワー（元・内相）
- 経済大臣代行：カーリ・ディン・ハニフ（タジク人、元・計画相・高等教育相）
- 巡礼寄進大臣代行：マウラウィー・マウラウィー・ムハンマド・サキブ
- 法務大臣代行：マウラウィー・アブドゥル・ハキム・シャリー
- 国境・部族問題担当大臣代行：ムッラー・ヌールラ・ヌーリ（元バルフ州知事）
- 地方リハビリテーション・開発大臣代行：ムッラー・ムハンマド・ユーヌス・アクンザダ
- 公共事業大臣代行：ムッラー・アブドゥル・マナン・オマリ
- 鉱物石油大臣代行：ムッラー・ムハンマド・エサ・アホンド（-2021年11月22日）
- 同上：シャハブッディン・デラワル（2021年11月22日-）
- 水エネルギー大臣代行：ムッラー・アブドゥル・ラティフ・マンスール（元・農相）
- 民間航空・運輸大臣代行：ムッラー・ハミドゥラ・アクンザダ
- 高等教育大臣代行：アブドゥル・バキ・ハッカーニ（-2022年10月）
- 同上：ニダ・モハンマド・ナディム（2022年10月-）
- 電気・通信大臣代行 ：ナジブッラー・ハッカーニ
- 勧善懲悪大臣代行：ムハンマド・ハーリド・ハナフィ―
- 公共保健大臣代行：カランダル・イバド
- 商業・産業大臣代行：ヌールッディン・アジジ（タジク人、非ターリバーン）
- 農業・畜産大臣代行：アブドゥル・ラハマン・ラシド
- 殉教者・障害者問題担当大臣代行：アブドゥル・マジッド・アフンド
- 防災大臣代行：ムハンマド・アッバス・アフンド（元・保健相、2021年11月-）
- 官房長官代行：アフマド・ヤン・アフマディー
- 情報局長官代行：アブドゥル・ハク・ワシク
- 中央銀行総裁代行：ハジ・ムハンマド・イドリス（-2021年10月）
- 同上：シャキル・ジャラリ（2021年10月-）
- 国防副大臣代行：ムッラー・ムハンマド・ファズィル
- 内務副大臣代行：マウラウィー・ヌール・ジャラル
- 外務副大臣代行：モハンマド・アッバース・スタネクザイ（前カタール政治事務所代表、元・公共保健副大臣）
- 情報・文化副大臣代行：ザビフラ・ムジャヒド（ターリバーン報道官）
- 公共保健副大臣代行：モハンマド・ハッサン・ギアシ（ハザーラ人、非ターリバーン）
- 経済副大臣代行：アブドルラティーフ・ナザリ（ハザーラ人）[53]
- 陸軍幕僚長：カーリ・ファシフディン（タジク人）
- 国連大使：スハイル・シャヒーン（ターリバーン報道官、元・駐パキスタン大使館首席公使）

- 元難民大臣代行：ハリール・ウル・ラフマーン・ハッカーニ（2024年12月に爆弾攻撃で死亡）[54]